# Banjolučki okrug
Banjolučki okrug bio je jedan od okruga u BiH dok je bila pod Austro-Ugarskom. Sjedište mu je bilo u Banjoj Luci. 
Godine 1895. okrug (njem. Kreis) prostirao se na 9.044 km² na kojem je živjelo 329.499 stanovnika. Obuhvaćao je 1895. područje 10 kotara (njem. Bezirk):
- Banja Luka
- Bosanska Dubica
- Bosanska Gradiška (Berbir)
- Bosanski Novi
- Derventa
- Kotor-Varoš
- Prijedor
- Prnjavor
- Tešanj

Iz ovog okruga brojem stanovnika su se 1879. isticali Bosanska Gradiška (Berbir) s 4.226 stanovnika, Prijedor s 4.681, Tešanj s 5.372 i Banja Luka s 9.560 stanovnika.